# Битва при Кизике
Битва при Кизике — двойное сражение, происходившее на море и на суше, в ходе Пелопоннесской войны между афинским флотом, с одной стороны, и войсками Пелопоннесского союза и Персии — с другой. Оно произошло весной 410 года до н. э. возле города Кизик в Мизии, на полуострове Малая Азия (Турция).
К 410 году до н. э. военные действия Пелопоннесской войны развернулись на Геллеспонте, где спартанцы, поддерживаемые Персидской державой, начали оспаривать у афинян права на жизненно важные для Афин проливы. Спартанский военачальник Миндар, направившийся сюда с объединённым пелопоннесским флотом в 411 году до н. э., дважды потерпел поражение от афинян при Киноссеме и Абидосе, однако, опираясь на финансовую помощь сатрапа Геллеспонтской Фригии Фарнабаза, сумел в течение нескольких месяцев довести численность своей эскадры до 80 кораблей. Флот Миндара и сухопутные силы персов атаковали город Кизик, верный афинянам, и взяли его приступом.
После прибытия подкреплений, афинский флотоводец Алкивиад задумал нанести решительный удар по пелопоннесскому флоту. Из-за его хитрости спартанцы были вынуждены вступить в морское сражение с количественно превосходящим противником и отступить к берегу. Вскоре завязалось сражение и на суше, в котором афиняне смогли одолеть пелопоннесцев и персов. Пелопоннесцы обратились в бегство, а афиняне вернули себе Кизик.
В результате этого сражения пелопоннесский флот был уничтожен, а морское господство Афин восстановлено. Спартанцы, деморализованные поражением и гибелью всего флота, предложили Афинам мир, но он был отвергнут. Эта битва стала началом успешной кампании афинян, в результате которой Черноморские проливы были очищены от персидских и спартанских сил.

## Предыстория
Последний период Пелопоннесской войны — Декелейская, или Ионийская война — стал очень тяжёлым для Афин. В полисе сложилась кризисная ситуация, которая обуславливалась несколькими факторами. Военные поражения, теперь следующие друг за другом, негативно сказывались на внутренней обстановке в государстве. В 413 году до н. э. в Афины пришла весть о разгроме афинского войска и флота на Сицилии. Спартанцы заняли Декелею в Аттике и превратили её в свой постоянный плацдарм на территории противника. Почувствовав слабость Афин, из Афинского морского союза стали один за другим выходить его члены (Хиос, Милет, Эвбея и другие). В самих Афинах царила дезорганизация и растерянность. В Эгейском море появился и стал поддерживать отпавших афинских союзников созданный на персидские деньги спартанский флот.
Изгнанный из Афин Алкивиад, находясь при дворе персидского сатрапа Тиссаферна, начал переговоры с афинянами с целью возвращения на родину. В афинском флоте, базировавшемся на Самосе, возникло движение в пользу Алкивиада. Тот писал в послании, что готов перейти на сторону Афин и склонить персов к помощи афинянам, но ставил условием ликвидацию афинской демократии и установление олигархического режима.
Некоторые олигархически настроенные триерархи и стратеги отправили послов к Алкивиаду. Изгнанник обещал им финансовую помощь Тиссаферна. Между тем на Самосе возникло антиолигархическое движение. Началась партийная борьба между самосскими демократами и самосскими олигархами. Афиняне пришли на помощь демократам и с их помощью утвердилась демократия, а её противники были частично изгнаны, частично — убиты. После этого самосцы и афиняне отправили послов в Афины с известием о произошедшем перевороте. В Афинах уже утвердился олигархический режим и один из послов вернулся и сообщил морякам об этом. После получения этой новости среди демократически настроенных моряков началось сильное волнение. Вождями движения стали Фрасибул и Фрасилл. Они провозгласили демократию на Самосе. Войско избрало их стратегами, а тех стратегов, которых подозревали в олигархических настроениях, исключили из коллегии. По инициативе Фрасибула во флот был приглашён Алкивиад. После его прибытия стратеги предложили немедленно вести флот на Афины против олигархического режима, но Алкивиад решил не отвлекаться от основной задачи — борьбы со спартанским флотом. Его поддержал Фрасибул. Совет Четырёхсот в Афинах продержался недолго и в конце года был заменён на умеренную олигархию, а позднее была полностью восстановлена демократия.
К 410 году до н. э. военные действия Пелопоннесской войны развернулись на Геллеспонте, где спартанцы начали оспаривать у афинян права на жизненно важные для Афин проливы. Пелопоннесский флот из 73 кораблей, которым командовал спартанский наварх Миндар, вышел из Милета и направился к Геллеспонту, где уже действовали 16 пелопоннесских кораблей, опустошавших Херсонес Фракийский. Фрасилл, получив известие об уходе эскадры Миндара на Геллеспонт, отплыл из Самоса с 55 триерами. После нескольких стычек на Лесбосе, где к Фрасиллу присоединился со своими судами Фрасибул, афинский флот также прибыл на Геллеспонт. К пелопоннесцам и афинянам прибыли новые корабли, и в итоге Миндар теперь располагал 86 триерами, а Фрасилл и Фрасибул — 76. Афиняне прибыли в Элеунт (Элей) и там готовились к бою, после чего направились на север, навстречу флоту Миндара.
Афинский флот выстроился в одну линию и пошёл по направлению к Сесту вдоль побережья. Пелопоннесцы, завидев выдвижение афинян, вышли из Абидоса. Афиняне свои 76 кораблей растянули вдоль Херсонеса, пелопоннесцы с 86 кораблями развернулись вдоль малоазийского берега (в этом месте рукописи Фукидида содержат число «шестьдесят восемь», но, исходя из предшествующих указаний, общепринято исправление на «восемьдесят шесть»). В последовавшем сражении афиняне, несмотря на то что спартанцы некоторое время имели преимущество, одержали победу. Побеждённые пелопоннесцы бежали в Абидос. Афиняне, потеряв 15 кораблей, сами захватили 21 вражеский корабль, установили трофей на мысе Киноссема и выдали противнику тела их павших.
После этого афиняне направились к восставшему Кизику и покорили его, по пути разгромив небольшую спартанскую эскадру. Между тем к спартанцам прибыло подкрепление (14 кораблей) под командованием родосца Дориея. Афиняне вышли против него и попытались вызвать его на бой. На помощь Дориею приплыл Миндар, и завязалось сражение.
Р. Крентц рассматривает некоторые детали этого рассказа Ксенофонта. Во-первых, историк подчёркивает, что перед битвой Миндар приносил жертву Афине Илионской, и комментатор видит здесь намёк на шестую песнь «Илиады» — как у Гомера жертва троянских женщин Афине Илионской не была услышана богиней, так и за жертвой Миндара последовало поражение спартанцев. Во-вторых, так как от Илиона до Абидоса более 30 км, Миндару потребовалось бы значительное время, чтобы вступить в бой, и разрешить это противоречие можно либо предположением, что события заняли два дня, либо действительно длились с рассвета до сумерек.
Бой шёл с переменным успехом, как вдруг прибыл Алкивиад с 18 кораблями. Спартанцы обратились в бегство, моряки бежали на сушу под защиту персидского сатрапа Фарнабаза.
После этой победы афиняне уплыли в Сест, оставили там сорок кораблей, а с остальными кораблями отправились для сбора денег. Алкивиад решил похвастаться успехом перед персидским сатрапом Тиссаферном и прибыл к нему на одной триере, взяв с собой подарки. Однако Тиссаферн, боясь царского гнева за нарушение соглашений со Спартой, посадил его в тюрьму в Сардах. Через месяц Алкивиаду удалось бежать в Клазомены. Затем Алкивиад вернулся в расположение афинского флота. Афиняне в Сесте узнали, что Миндар собирается напасть на них с 60 кораблями и ночью уплыли в Кардию, откуда отправили просьбу о помощи к Ферамену, Фрасибулу и Алкивиаду. Алкивиад (согласно Диодору, приплывший с Лесбоса) прибыл в Кардию, отправился с отрядом пехоты в Сест и приказал кораблям следовать туда же. Здесь, согласно Ксенофонту, к нему присоединились Ферамен с 20 кораблями и Фрасибул с 20 кораблями. Согласно Диодору, сбор произошёл в Кардии. Между тем спартанцы высадились около Кизика и осадили город. Вскоре туда прибыл Фарнабаз с войском, и Кизик был взят штурмом.
Объединённый афинский флот в 86 триер, возглавляемый Алкивиадом, Фераменом и Фрасибулом, при получении известия о потере Кизика, вышел из Парии и остановился в гавани острова Проконнес (ныне — остров Мармара) недалеко от Кизика. Алкивиад, опасавшийся измены, объявил флоту, что тот, кого схватят при попытке переплыть на материк, будет немедленно казнён. Для того, чтобы скрыть от врага численность своей эскадры, Алкивиад приказал собрать все корабли, даже самые малые, в тесную кучу. На следующий день афиняне двинулись на Кизик. Согласно Диодору, один из стратегов, Херей, был высажен на суше с солдатами.
Эренберг, автор статьи о Миндаре в «Энциклопедии Паули-Виссова», датирует прибытие Дориея и сражение при Абидосе примерно октябрем-ноябрем 411 года, зимой — перерыв в боевых действиях, а битву при Кизике — апрелем-маем 410 года (комментатор Диодора П. Грин называет «март или апрель» 410 года).

## Ход битвы
Относительно начала битвы в источниках содержатся противоречивые данные. Согласно Диодору, афинские военачальники разделили свой флот на три части между Алкивиадом, Фераменом и Фрасибулом. Алкивиад с 20 кораблями далеко оторвался от основных сил, вызывая спартанцев на бой. Миндар, решив, что перед ним все афинские корабли, со своими 80 триерами вышел им навстречу. Афиняне тут же сделали вид, что обратились в бегство, увлекая обрадованных пелопоннесцев за собой. Согласно Ксенофонту, Алкивиад поплыл к Кизику под проливным дождём, и когда погода прояснилась, увидел, что Миндар, совершая какие-то манёвры, оказался далеко от гавани. Согласно Плутарху, дождливая погода только помогла афинянам приблизиться к Кизику, а затем афиняне совершили обманный манёвр, описанный у Диодора. По мнению историка Литтмана, маловероятно, что Миндар совершал манёвры вдали от гавани, а при дождливой погоде должен был вернуться в гавань. Также он сомневается в том, что Алкивиад случайно оказался между спартанским флотом и гаванью. Литтман считает, что Алкивиад выступил с 40 кораблями в дождь, что помогло ему незамеченным подойти к гавани, где был вражеский флот. Версия Ксенофонта, вероятно, основывается на том, что он хорошо знал о событиях перед битвой, но плохо представлял ход самой битвы. Манёврами и плохой погодой он объясняет тот факт, что Миндар оказался отрезан от гавани. Сведения Фронтина позволяют уточнить, что большая часть афинского флота была спрятана за мысом.
Уведя вражеские корабли на значительное расстояние от Кизика, Алкивиад повернул свои триеры против врага. Одновременно Ферамен и Фрасибул со своими эскадрами отрезали путь к отступлению Миндару, понявшему, что он пал жертвой хитрости афинян. Согласно Диодору, приведённый в ужас многочисленностью афинских кораблей и атакованный со всех сторон, Миндар обратился в бегство и пристал к берегу около местечка Клеры, где находилось войско Фарнабаза (точная локализация Клер неизвестна, но это название, видимо, означает «земельные наделы» жителей Кизика). Потопив часть вражеских кораблей, большую их часть Алкивиад застиг уже на берегу.
Афиняне набросили на вражеские корабли абордажные крючья, пытаясь оттащить их от берега. На помощь пелопоннесцам пришла многочисленная персидская пехота. Охваченные скорее победным азартом, чем здравым смыслом, афинские воины Алкивиада высадились на сушу, и на берегу развернулось кровопролитное сухопутное сражение. Согласно Ксенофонту, первым на берег высадился Алкивиад, совершив фланговый манёвр, а затем высадился Миндар. Диодор не писал, что Алкивиад высадился, но это становится ясно из дальнейшего описания.
Сражение на суше подробно описывает Диодор, в то время как другие источники сообщают только о смерти Миндара в бою. Завидев начавшийся бой на суше, на берег на помощь морской пехоте Алкивиада высадил своё войско и Фрасибул. Миндар, защищая свои корабли, был вынужден направить часть своих сил под командованием спартиата Клеарха и персидских наёмников Фарнабаза против войска Фрасибула. Афиняне были окружены более многочисленными отрядами противника и уже потеряли надежду, когда к месту битвы на помощь Фрасибулу подошли с войском Ферамен и Херей.
Воспрянувшие духом афиняне долгое время сдерживали натиск врага. Первыми не выдержали наёмники Фарнабаза, затем афиняне начали последовательно опрокидывать смежные отряды врага. Наконец, дрогнули и пелопоннесцы Клеарха.
Миндар, всё ещё сражавшийся с войском Алкивиада, был вынужден отправить ещё часть своих воинов против наступавших отрядов Фрасибула, Ферамена и Херея. Сам он, сражаясь, пал в бою. После этого пелопоннесцы и их союзники, сбежавшись в одно место, обратились в бегство.
Афиняне, некоторое время преследовавшие врага, узнали, что на них с многочисленной конницей движется Фарнабаз, и повернули назад. Заняв Кизик, афиняне поставили два трофеона: в честь победы на море один трофеон был воздвигнут на острове Полидора, второй — там, где враг в сухопутном сражении впервые обратился в бегство. Остров Полидора (видимо, никак не связанного с сыном Приама), согласно картам Эндрюса и Лазенби, был небольшим островком напротив Артаки (современного Эрдека), но на современной карте (Google Maps) он отсутствует. Кроме того, в Кизике предположительно была выпущена коммеморативная монета в ознаменование победы — электровый статер (кизикин) с изображением полуфигуры Афины в хитоне и аттическом шлеме.

## Итоги сражения
Афиняне в этом сражении потопили или захватили почти все корабли противника (кроме кораблей сиракузского контингента, которые были сожжены экипажами). Афиняне захватили также большое число пленных и много добычи. Большей части экипажа пелопоннесских кораблей удалось спастись. Потери же афинян в кораблях были незначительны.
Таким образом, пелопоннесский флот был уничтожен, а морское господство Афин восстановлено. С Кизика, где он пробыл 20 дней, Алкивиад взыскал большую сумму денег на нужды флота, а сам отправился на Геллеспонт. В городе Хрисополь Алкивиад учредил таможню для взимания десятипроцентной пошлины с кораблей, идущих из Чёрного моря в Эгейское. Благодаря этому Афины получили новый источник доходов.
Спартанец Гиппократ, заместивший павшего Миндара, отправил в Спарту лаконичное письмо, которое было перехвачено афинянами. Письмо это гласило:

«Все пропало. Миндар убит. Люди голодают. Не знаем, что делать.»— 
В оригинале текст письма содержит ряд грамматических и одну лексическую особенность дорийского диалекта, на котором говорили спартанцы.
В Спарте после этого поражения возобладала партия мира. К афинянам были отправлены послы во главе с Эндием с мирными предложениями на условиях сохранения каждым государством принадлежащих ему в данный момент владений, при этом спартанцы должны были отдать Декелею в обмен на Пилос. Однако эти условия были отвергнуты под влиянием радикального демократа Клеофонта.

## Комментарии
1. ↑  Например, один экземпляр такой монеты был найден в Крыму в составе Мирмекийского клада, заложенного приблизительно в 375—350 годах до н. э.[59]
2. ↑  По Фукидиду[60], в 412 году до н. э. сиракузяне прислали в помощь Спарте 20 кораблей, селинунтцы — 2 корабля.

### Исследования
- Белох Ю. Падение демократии // Греческая история. — 3-е. — М.: ГПИБ, 2009. — Т. 2.
- Бузескул В. П. Введение в историю Греции. Обзор источников и очерк разработки греческой истории в XIX и в начале XX в.. — СПб.: Издательский дом «Коло», 2005. — 672 с.
- Кузищин В. И., Гвоздева Т. Б., Строгецкий В. М., Стрелков А. В. История Древней Греции. — М.: Академия, 2011. — ISBN 978-5-7695-7746-8.
- Лурье С. Я. История Греции. — СПб.: Издательство С.-Петербургского ун-та, 1993. — 680 с.
- Сергеев В. С. История Древней Греции. — СПб.: Полигон, 2002. — 704 с. — ISBN 5-89173-171-1.
- Суриков И. Е. Античная Греция: политики в контексте эпохи. Година междоусобиц. — М.: Русский Фонд Содействия Образованию и Науке, 2011. — 328 с. — ISBN 978-5-91244-030-4.
- Andrewes A. The Generals in the Hellespont, 410-407 B. C. // The Journal of Hellenic Studies. — 1953. — Т. 73. — С. 2—9.
- Andrewes A. Notion and Kyzikos: The sources compared // The Journal of Hellenic Studies. — 1982. — Т. 102. — С. 15—25.
- Ehrenberg. Mindaros. // Paulys Realencyclopädie der classischen Altertumswissenschaft: neue Bearbeitung. Stuttgart: Alfred Druckenmüller Verlag. — 1932. — Т. XV. Полутом 2. — С. 1767—1769.
- Lazenby J. F. The Peloponnesian War: A military study.. — Routledge, 2004. — 306 с.
- Littman R. The Strategy of the Battle of Cyzicus // Transactions and Proceedings of the American Philological Association. — 1968. — Т. 99. — С. 265—272.